# Ekrem Bora
Ekrem Bora, nato Ekrem Şerif Uçak (Ankara, 7 marzo 1934 – Istanbul, 1º aprile 2012), è stato un attore turco.

## Biografia
Lavora come tipografo e rilegatore, e nel 1953 partecipa e vince un concorso indetto dalla rivista Yildiz. Grazie a questo successo debutta nel 1955 nella prima delle sue centocinquanta apparizioni sul grande schermo.

## Filmografia
- Sürtük, regia di Ertem Egilmez (1965)
- Il piccolo testimone dell'Orient Express (Yumurcak kücük sahit), regia di Türker Inanoglu e Guido Zurli (1972)

## Premi e riconoscimenti

### Festival internazionale del cinema di Adalia
- 1966: - Miglior attore per Sürtük